# Alfred von Henikstein
Alfred Freiherr von Henikstein (* 11. August 1810 in Oberdöbling bei Wien; † 29. Januar 1882 in Wien) war ein österreichischer Feldmarschallleutnant.

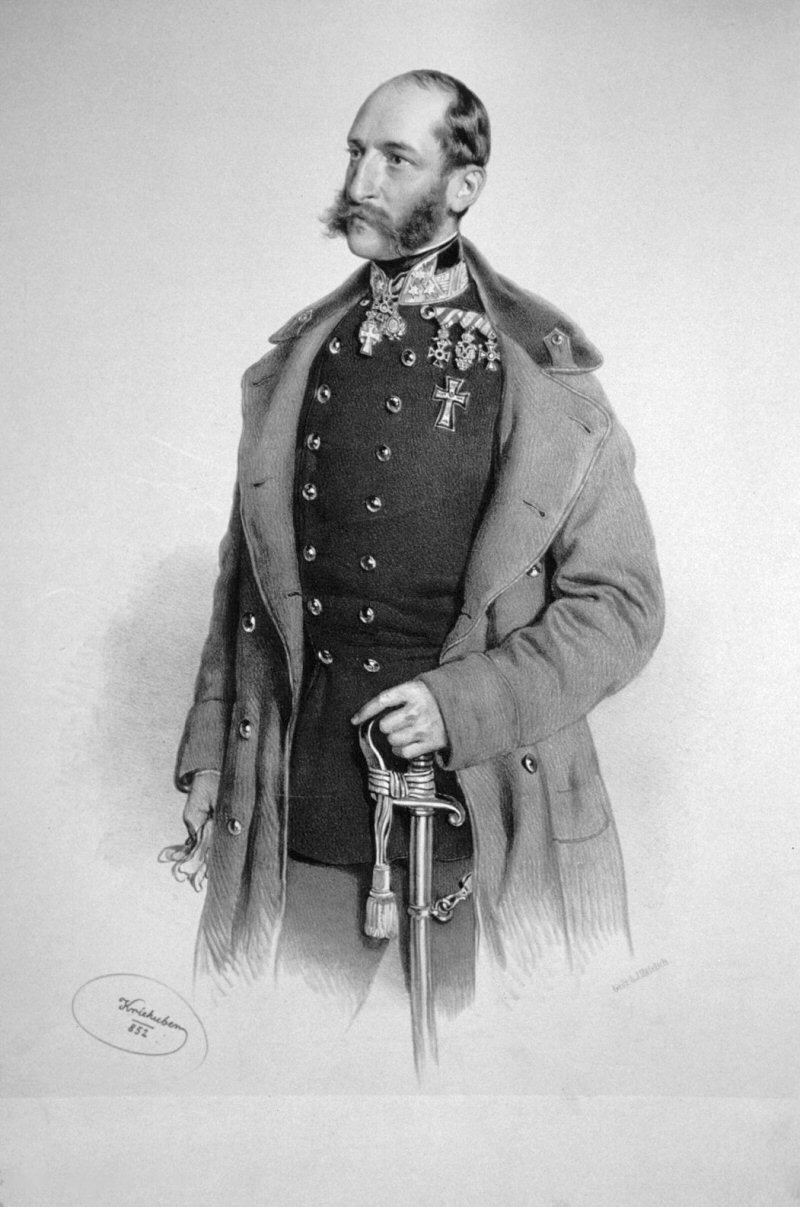
Alfred von Henikstein, Lithographie von Joseph Kriehuber, 1852

Henikstein war der jüngste Sohn des 1807 in den Ritterstand erhobenen Bankiers und Chef des Großhandlungshauses Henikstein und Comp., Joseph von Henikstein, und wurde als Kind römisch-katholisch getauft. Sein Großvater, der Wiener Großhändler Adam Albert Hönig, war nach seinem Übertritt vom Judentum zum Katholizismus 1784 als „Edler von Henikstein“ geadelt worden. Alfred von Henikstein wurde später einer der ranghöchsten österreichischen Offiziere mit jüdischen Wurzeln. 
Alfred von Henikstein trat 1828 als Kadett in das österreichische Ingenieurkorps ein. Er wurde rasch befördert: 1829 zum Leutnant, 1832 zum Oberleutnant und 1842 zum Hauptmann. 1835 heiratete er Santina von Scholl (* 3. Nov. 1818; † 22. Mai 1853), Tochter des Professors für Befestigungskunst und späteren Feldmarschalleutnants Franz von Scholl, dem „österreichischen Vauban“.
1848 zeichnete er sich in Italien aus. Er stand vor Venedig, wo er bei dem Bau des Forts San Pietro beteiligt war. Er diente im Generalquartiermeisterstab, im Feldzug in Ungarn und wurde noch 1848 Major im Generalstab und im Jahr darauf Oberst. Mit dem IV. Korps besetzte er Altona. 1852 war er in Venedig, wo seine Frau 1853 starb. 1854 wurde er zum Generalmajor befördert, ehe er 1859 zum Feldmarschalleutnant ernannt wurde. 
Mit Diplom Kaiser Franz Josephs vom 25. Mai 1859 wurde Alfred von Henikstein zugleich mit seinen Brüdern Friedrich (* 1799, Oberst in Pension) und Wilhelm (* 1800, seit 1838 Chef des Großhandlungshauses Henikstein und Comp.) in den erblichen Freiherrnstand erhoben. 
1860 wurde Alfred von Heniksteinn zum Generaladjutanten des 5. Armeekorps und 1864 zum Chef des Generalstabs im Kriegsministerium. Er wurde auch k.k. geheimer Rat und auch zweiter Inhaber des 58. Infanterieregiments.
Im Deutschen Krieg 1866 trat Alfred von Henikstein als Generalstabschef zur Nordarmee, wurde aber noch vor der Schlacht von Königgrätz abgelöst. Dennoch nahm er an der Schlacht teil. Nach der Niederlage wurde er vor ein Kriegsgericht gestellt, doch wurde das Verfahren nicht zu Ende geführt, sondern vom Kaiser Franz Joseph niedergeschlagen. Henikstein wurde nach Kriegsende in den Ruhestand versetzt.
Alfred von Henikstein starb am 29. Januar 1882 in Wien.